# Солдат.ru
Солдат.ru — российский сайт, посвящённый военной истории, преимущественно периоду Великой Отечественной войны. Большое внимание на сайте и форуме, действующем при нём, уделяется поисковой работе и увековечению памяти погибших и пропавших без вести в годы войны.
Действует с 2000 года. Создателем и главным администратором сайта является Игорь Иванович Ивлев — директор Архангельского государственного социально-мемориального центра «Поиск» и руководитель множества поисковых экспедиций.

## История
Сайт создан при помощи АО «Артелеком» и агентства сетевой рекламы «WEB-артиль» (Архангельск). Открыт 9 мая 2000 года.
Сайт занимается общественной деятельностью, помогая родственникам установить судьбу участников Великой Отечественной войны.

## Описание
Основные разделы сайта на начало 2011 года включали следующую информацию:
- сведения о вооружённых силах различных стран (СССР, Россия, Украина, Белоруссия, Германия): состав, символика;
- военные и исторические справочники о периоде Великой Отечественной войны: командный состав РККА и РКВМФ, войсковые части и полевые почты, дислокация госпиталей, награды, административное деление, карты, содержание номеров «Военно-исторического журнала» и др.;
- различные документы периода Великой Отечественной войны (приказы, сводки и пр.);
- мемориальные материалы: списки погибших в финском плену, погибших в Шталаге 326, похороненных на Советском Поле Славы в Амерсфорте, книги памяти погибших уроженцев Архангельской области и др.;
- материалы по работе поисковых отрядов и по поиску сведений о погибших и пропавших без вести родственниках в архивах;
- подборки фотографий, аудио- и видеоматериалов по военной тематике.

На форуме сайта на начало 2011 года было зарегистрировано более 14600 пользователей, основные разделы форума посвящены:
- поиску сведений о погибших и пропавших без вести участниках войн;
- расшифровке найденных медальонов и другим аспектам поисковой работы;
- истории вооружённых сил СССР и постсоветского периода;
- обсуждению работы баз данных «Мемориал» и «Подвиг народа» и коррекции неточностей в них.

Руководство сайта и участники форума активно борются против ограничения доступа к мемориальным базам данных.